# All Time Low
All Time Low é uma banda de pop punk de Baltimore, Maryland, formada em 2003. A banda consiste no vocalista e guitarrista Alex Gaskarth, o guitarrista Jack Barakat, o baixista Zack Merrick e o baterista Rian Dawson. O nome All Time Low foi retirado da letra da música "Head on Collision", da banda New Found Glory.
O grupo começou como uma banda de ensino médio e lançou seu EP de estreia, The Three Words to Remember in Dealing with the End, em 2004, pela gravadora local Emerald Moon. Desde então, a banda já lançou oito álbuns de estúdio: The Party Scene (2005), So Wrong, It's Right (2007), Nothing Personal (2009), Dirty Work (2011), Don't Panic (2012), Future Hearts (2015), Last Young Renegade (2017), e Wake Up, Sunshine (2020). All Time Low lançou seu primeiro álbum gravado ao vivo, Straight to DVD, em 2010, e o segundo, Straight to DVD II: Past, Present and Future Hearts, em 2016.
Recentemente, a banda teve pela primeira vez uma música como a primeira mais tocada nas rádios, "Monsters", com participação de blackbear, do álbum Wake Up, Sunshine, que até o momento se mantém no Top 1 há catorze semanas, um recorde superado apenas três vezes na história da música pop.
A banda ainda estava na escola quando assinou com a Hopeless Records em 2006. Hopeless lançou a EP Put Up or Shut Up em 2006, que se tornou o primeiro registro da banda a alcançar os índices, com pico no número 20 nos Estados Unidos, pelo Top Independent Albums. Em 2007 eles lançaram seu segundo álbum, So Wrong, It's Right, que se tornou seu maior êxito comercial, atingindo um máximo de número 62 na Billboard 200 e número 6 na Top Independent Albums chart. Seu segundo single do álbum, "Dear Maria, Count Me In", é sua música de maior sucesso, com pico no número 86 sobre a Pop 100.
E seu terceiro álbum, chamado Nothing Personal, foi lançado em 2009 pela Hopeless Records, atingindo o número quatro no Billboard 200.

## História

### Hopeless Records, Turnê e o Sucesso
Após algum tempo fazendo shows e se promovendo, os caras assinaram com um selo local chamado Emerald Moon Records. Depois de gravar dois álbuns com esse selo (The Three Words to Remember in Dealing with the End EP em 2004 e The Party Scene em 2005) e fazer shows com grandes bandas como Motion City Soundtrack, Acceptance, Gym Class Heroes, Cartel e The Academy Is…, a banda assinou contrato com a gravadora Hopeless Records, que lançou, em 2006, o EP Put Up or Shut Up. Não demorou muito para que os rapazes fizessem ainda mais sucesso: no mesmo ano de lançamento de Put Up or Shut Up, tocaram na Warped Tour 2006 e abriram o HSTstival, festivais de música que contam com a participação de bandas bem conceituadas no cenário pop-punk/punk-rock nos Estados Unidos. Em 2007, fizeram turnê com Cute Is What We Aim For e This Providence, e depois com Hit The Lights e Valencia. Em 18 de Abril de 2007, foram para o estúdio para gravar um novo cd, o So Wrong, It's Right, que foi lançado em 25 de Setembro do mesmo ano. De novo a banda estava na Warped Tour! Depois, eles tocaram numa turnê chamada Tourzilla, junto com as bandas Boys Like Girls, The Audition, We The Kings e Valencia.
Desde que lançaram seu segundo álbum, So Wrong, It's Right em 25 de Setembro de 2007, a banda têm ganho muita popularidade, tendo participado do TRL em 12 de Fevereiro de 2008. A banda participou também do MTV's Discover and Download, Music Choice's Fresh Crops, entre outros programas de TV americana. Em 7 de Março de 2008, All Time Low participou pela primeira vez do Jimmy Kimmel Live!. Em Dezembro de 2008, All Time Low foi anunciado como a banda do ano de 2008 pela revista Alternative Press, e foi a capa da revista em Janeiro de 2009.
O vocalista Alex Gaskarth emprestou sua voz para muitas bandas que estavam gravando suas músicas, incluindo "No One Can Touch Us" por Sing It Loud, "Teasing to Please(Left Side Strong Side)" por Cute Is What We Aim For, "Disconnect" por The Dangerous Summer, "Number Five" por The Spotlight, "Careless Whisper" por 3OH!3 e Juliet Simms, "Don't Wait" por Hit the Lights, "Molly Makeout" por The Friday Night Boys e "Bitter Sweet Symphony" por Ace Enders.

### Nothing Personal

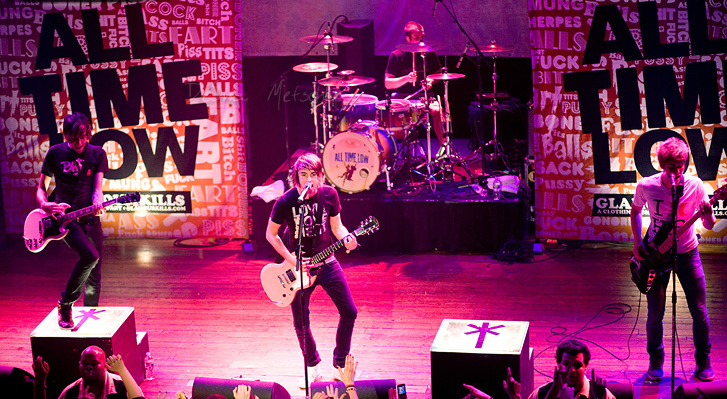
All Time Low se apresentando em Chicago em 2008.

O terceiro álbum da banda foi lançado dia 7 de Julho de 2009, chamado Nothing Personal. A banda começou a gravar em janeiro de 2009, com a produção de Matt Squire, Butch Walker, David Bendeth e o time de S*A*M & Sluggo.
Em 24 de Março de 2009, uma nova música chamada "Weightless" foi colocada disponível online em AbsolutePunk.net e colocada a venda em 7 de Abril de 2009 no iTunes Store. Essa é a primeira faixa disponível do álbum Nothing Personal.
O vocalista Alex Gaskarth explicou para a revista Alternative Press, "De tudo que nós lançamos até hoje, o clima desse novo álbum será o mesmo… Dessa vez, vamos tentar explorar algo mais profundo. Tentaremos explorar também um lado de humor, isso é muito legal. A música que havia sido feita em colaboração com Mark Hoppus do Blink-182, não será lançada no Nothing Personal, pois, como disse o vocalista, "Isso apenas não tem a mesma vibe do resto do álbum," mas, "Isso definitivamente será lançado em algum outro momento."

## Tours
No verão de 2007, All Time Low tocou na Vans Warped Tour, no Smartpunk Stage. Eles fizeram sua estreia no fim de 2007, no Reino Unido, abrindo o show para Plain White T's.
No início de 2008 a banda liderou o "Manwhores and Open Sores Tour" com shows de abertura de Every Avenue, Mayday Parade, e Just Surrender. De Março a Maio de 2008 eles co-lideraram a AP Tour 2008 com The Rocket Summer; com bandas de aberturas como The Matches, Sonny Moore, e Forever the Sickest Kids. Em Maio de 2008 eles tocaram na Give It A Name Festival. Também em Maio de 2008 eles co-lideraram uma turnê no Reino Unido com Cobra Starship. Em Julho de 2008 a banda liderou a Shortest Tour Ever com shows de abertura de Hit the Lights, Valencia, and There for Tomorrow. Do meio de Julho ao meio de Agosto eles tocaram na 2008 Vans Warped Tour. Eles encerraram 2008 com a turnê deles, a "Compromising of Integrity, Morality & Principles in Exchange for Money Tour" com Mayday Parade, The Maine e Every Avenue.
O All Time Low está na turnê do Fall Out Boy, a Believers Never Die Part Deux Tour planejada para a Primavera de 2009 com Metro Station, Cobra Starship, e Hey Monday.
All Time Low também anunciou turnês pela Austrália e Japão em Junho de 2009.
Em janeiro de 2011, o All Time Low fez uma tour pelo Brasil passando por 8 cidades.

## Integrantes
- Alex Gaskarth - Vocal, guitarra
- Jack Barakat - Guitarra, backing Vocal
- Rian Dawson - Bateria
- Zack Merrick - Baixo, backing Vocal

## Discografia

### Álbuns de estúdio
| The Party Scene                                                                       | - Lançamento: 19 de junho de 2005 (EUA) - Gravadora: Emerald Moon - Formatos: CD                              | —  | —  | —  | —  | —  | —   | —  | —  | —  | —   |              |  |
| So Wrong, It's Right                                                                  | - Lançamento: 25 de setembro de 2007 (EUA) - Gravadora: Hopeless Records - Formatos: CD, LP, download digital | 62 | 14 | —  | —  | —  | 167 | —  | —  | —  | —   |              |  |
| Nothing Personal                                                                      | - Lançamento: 7 de julho de 2009 (EUA) - Gravadora: Hopeless Records - Formatos: CD, download digital         | 4  | 1  | 71 | —  | 22 | 69  | —  | 86 | 22 | 104 | - BPI: Prata |  |
| Dirty Work                                                                            | - Lançamento: 7 de junho de 2011 (EUA) - Gravadora: Interscope - Formatos: CD, LP, download digital           | 6  | 1  | 13 | 83 | 13 | 41  | 34 | 67 | —  | 20  |              |  |
| Don't Panic                                                                           | - Lançamento: 9 de outubro de 2012 (EUA) - Gravadora: Hopeless Records - Formatos: CD, download digital       | 6  | 4  | 13 | 65 | 18 | 55  | 25 | 34 | 43 | 9   | - BPI: Prata |  |
| Future Hearts                                                                         | - Lançamento: 7 de abril de 2015 (EUA) - Gravadora: Hopeless Records - Formatos: CD, LP, download digital     | 2  | 1  | 4  | 27 | 3  | 37  | 7  | 18 | 53 | 1   |              |  |
| Last Young Renegade                                                                   | - Lançamento: 2 de junho de 2017 - Gravadora: Fueled by Ramen - Formatos: CD, LP, download digital            |    |    |    |    |    |     |    |    |    |     |              |  |
| Wake Up, Sunshine                                                                     | - Lançamento: 3 de abril de 2020 - Gravadora: Fueled by Ramen - Formatos: CD, LP, download digital            |    |    |    |    |    |     |    |    |    |     |              |  |
| "—" significa lançamentos que não foram lançados no país ou não entraram nas paradas. | |    |    |    |    |    |     |    |    |    |     |              |  |

### Extended Plays
| Ano                                                                                   | Detalhes                                                                                                   | Melhor Posição | Melhor Posição |
| Ano                                                                                   | Detalhes                                                                                                   | EUA Ind.       | EUA Heat.      |
| ------------------------------------------------------------------------------------- | --- | -------------- | -------------- |
| 2004                                                                                  | The Three Words to Remember in Dealing with the End - Lançamento: 1 Outubro 2004 - Gravadora: Emerald Moon | —              | —              |
| 2006                                                                                  | Put Up or Shut Up - Lançamento: 25 Julho 2006 - Gravadora: Hopeless Records                                | 20             | 12             |
| "—" significa lançamentos que não foram lançados no país ou não entraram nas paradas. | |                |                |

### Singles
| Ano  | Título                                  | Melhor Posição | Melhor Posição | Álbum                  |
| Ano  | Título                                  | EUA Pop        | EUA            | Álbum                  |
| ---- | --------------------------------------- | -------------- | -------------- | ---------------------- |
| 2005 | "Circles"                               | —              | —              | The Party Scene        |
| 2006 | "The Girl's a Straight-Up Hustler"      | —              | —              | The Party Scene        |
| 2006 | "Coffee Shop Soundtrack"                | —              | —              | Put Up or Shut Up (EP) |
| 2007 | "Six Feet Under the Stars"              | —              | —              | So Wrong, It's Right   |
| 2008 | "Dear Maria, Count Me In"               | 86             | —              | So Wrong, It's Right   |
| 2008 | "Poppin' Champagne"                     | —              | —              | So Wrong, It's Right   |
| 2009 | "Weightless"                            | —              | 104            | Nothing Personal       |
| 2009 | "Damned If I Do Ya (Damned If I Don't)" | —              | 67             | Nothing Personal       |
| 2010 | "Lost In Stereo"                        | —              | —              | Nothing Personal       |
| 2011 | "I Feel Like Dancin'"                   | —              | —              | Dirty Work             |
| 2011 | "Forget About It"                       | —              | —              | Dirty Work             |
| 2011 | "Time Bomb"                             | —              | 121            | Dirty Work             |
| 2012 | "The Reckless and the Brave"            | —              | —              | Don't Panic            |
| 2012 | "For Baltimore"                         | —              | —              | Don't Panic            |
| 2012 | "Somewhere in Neverland"                | —              | —              | Don't Panic            |
| 2013 | "Backseat Serenade"                     | —              | —              | Don't Panic            |
| 2013 | "A Love Like War"                       | —              | 122            | Don't Panic            |
| 2015 | "Something's Gotta Give"                | —              | 121            | Future Hearts          |
| 2015 | "Kids in the Dark"                      | —              | —              | Future Hearts          |

### Compilações
- Hopelessly Devoted To You Vol. 6 - Música "Break Out! Break Out!"
- First Taste Of The Morning - Música "The Party Scene"
- Who Said All Punk Sounds The Same? Vol. 3 - Música "Coffee Shop Soundtrack"
- Punk Goes Acoustic 2 - Música "Jasey Rae" versão acústica
- Take Action! Vol. 6 - Música "Coffee Shop Soundtrack"
- From The Land of Pleasant Living - Música "Last Flight Home"
- 2006 Warped Tour Compilation - Música "Coffee Shop Soundtrack"
- Another Hopeless Summer - Músicas "Dear Maria, Count Me In" e "Break Out! Break Out!" acústicas
- A Tribute to Blink 182: Pacific Ridge Records Heroes of Pop-Punk - Música "Time To Break Up", cover de Blink 182
- Punk Goes Crunk - Música Umbrella, cover de Rihanna
- Warped Tour 2008 Tour Compilation - Música "Dear Maria, Count Me In"
- I'm So Hopeless, You're So Hopeless - Músicas "Poppin' Champagne" e "Dear Maria, Count Me In acústicas
- Take Action! Vol. 8 - Música "Remembering Sunday" e "Poppin' Champagne"

### Participações
| Ano  | Álbum                             | Música                                |
| ---- | --------------------------------- | ------------------------------------- |
| 2009 | American Pie 7 - The Book of love | Damned if i do ya (Damned if i Don't) |
| 2009 | Jennifer's Body Soundtrack        | Toxic Valentine                       |
| 2010 | Alice in Wonderland               | Painting Flowers                      |